# Loris Malaguzzi
Loris Malaguzzi född 23 februari 1920 i Reggio nell'Emilia, död 30 januari 1994, var en italiensk förskollärare och barnpsykolog och förgrundsgestalt i den pedagogiska inriktning som kallas Reggio Emilia (uppkallad efter staden med samma namn).
Loris Malaguzzi var en eldsjäl i de kommunala förskolorna i Reggio Emilia, vilka grundades efter andra världskrigets slut. Malaguzzi delade in barnen i tre olika grupper: det sovande och fattiga barnet, det vakna men fattiga barnet och det rika barnet, med kraft och resurser i sig själv. 
Pedagogiken Reggio Emilia är fortfarande aktuell och har fått stor internationell spridning.